# Gail Kelly
Gail Kelly est une femme d'affaires australienne d'origine sud-africaine, née en 1956 à Pretoria. Elle est présidente-directrice générale de Westpac, une des premières banques australiennes, de 2008 à 2015.
En 2010, elle est classée comme la huitième femme la plus puissante au monde par le magazine Forbes.

## Biographie

### Formation
Gail Kelly est titulaire d'un diplôme supérieur d'Éducation de l'Université du Cap. Elle obtient également un MBA avec mention à l'Université de Witwatersrand et un doctorat honorifique en affaires de l'Université Charles-Sturt.

### Carrière
Après des études littéraires, Gail Kelly commence une carrière de professeur de latin.
En 1980, elle entre dans le milieu bancaire en tant que guichetière à Nedcor Bank en Afrique du Sud. Elle profitera d’un plan de formation pour obtenir brillamment un MBA et devient DRH en 1990. 
En 1997, elle intègre la Commonwealth Bank, basée à Sydney (Australie) en tant que directrice du marketing stratégique puis directrice du service client. En 2002, Gail Kelly rejoint St George Bank qu’elle réussit à sauver d’une OPA.
En 2008, Gail Kelly devient PDG de la banque Westpac, une des premières banques d’Australie. Elle prend sa retraite fin 2014, elle est remplacée par Brian Hartzer en janvier 2015,.   

## Vie privée
Gail Kelly se marie en 1977 avec Allan Kelly.
Elle est mère de quatre enfants dont des triplés : Sharon, Sean, Mark and Anne Kelly.